# Вулиця Скобелевська (станція метро)
55°32′53″ пн. ш. 37°33′16″ сх. д. / 55.54806° пн. ш. 37.55444° сх. д.
«Вулиця Скобелевська» — станція Бутовської лінії Московського метрополітену, розташована між станціями «Вулиця Старокачаловська» і «Бульвар адмірала Ушакова». Відкрита 27 грудня 2003 у складі дільниці «Вулиця Старокачаловська» — «Бунінська алея». Названа по вулиці, що носить ім'я героя російсько-турецької війни М. Д. Скобелева.

## Вестибюлі і пересадки
Два вестибюля станції розташовані на бульварі Адмірала Ушакова, по обидві сторони від Скобелевської вулиці. Вестибюлі з'єднані з платформою ескалаторними галереями. У центрі платформи змонтовано ліфт для спуску і підйому інвалідних візків.

## Технічна характеристика
Конструкція станції — естакадна типового проекту. Довжина платформи — 90 м, ширина платформи — 7 м, висота платформи — 9,6 м.

## Колійний розвиток
Станція без колійного розвитку.

## Оздоблення
Над платформою зроблений навіс, що нагадує крила птаха. Несучі металеві конструкції навісу пофарбовані в синьо-зелений колір. На навісі укріплені три ряди люмінесцентних світильників. Колійні стіни замінюють прозорі пластикові шумопоглинаючі панелі.
Станція має один вестибюль, що з'єднано з платформою тринитковим ескалатором, який накритий легкої скляною галереєю. Стіни галереї оздоблені алюмінієвим профілем і світло-коричневим гранітом. Для входу інвалідів на станціях зроблені ліфти. Вестибюль має в центральній частині касові та службові приміщення. Стелю вестибюля підтримують колони оздоблені нержавіючої сталлю. Освітлення виконано точковими світильниками, вбудованими в стелю підшивання, що зроблено з алюмінієвого профілю. Стіни в інтер'єрах вестибюлів виконані з термообробленого і полірованого граніту «Відродження». Підлога платформ, вестибюлів, а також вхідні майданчики перед ними викладені плитами з різних порід граніту. Фасади вестибюлів, електропідстанцій та аварійних виходів оздоблені фіброцементними панелями зі вставками з граніту «Відродження». Нижня частина стін має цоколь з полірованого габро.

## Ресурси Інтернету
- Офіційний сайт Московського метрополітену(рос.)
- Сайт «METRO.Фотоальбом» [Архівовано 4 березня 2016 у Wayback Machine.](рос.)
- Сайт «Прогулянки по метро»(рос.)
- Сайт «Енциклопедія нашого транспорту» [Архівовано 22 листопада 2021 у Wayback Machine.](рос.)

| Попередня станція       | Лінія | Лінія           | Лінія | Наступна станція         |
| ----------------------- | ----- | --------------- | ----- | ------------------------ |
| Вулиця Старокачаловська |       | Бутовська лінія |       | Бульвар Адмірала Ушакова |